# ماربل سیتی (اکلاهما)
ماربل سیتی(به انگلیسی: Marble City) شهری در ایالت اکلاهما کشور ایالات متحده آمریکا است که جمعیت آن در سرشماری سال ۲۰۱۰ میلادی، ۲۶۳ نفر بوده‌است.